# Isepeolus lativalvis
Isepeolus lativalvis är en biart som först beskrevs av Heinrich Friese 1908.  Isepeolus lativalvis ingår i släktet Isepeolus och familjen långtungebin. Inga underarter finns listade i Catalogue of Life.